# دايدونغ يوجيدو

دايدونغ يوجيدو

دايدونغ يوجيدو (حرفياً: الخريطة العظمى للأراضي الشرقية | بالهانغل: 대동여지도 | بالهانجا: 大東輿地圖) هي خريطة كبيرة لكوريا رسمها الجغرافي كم جونغ هو في سنة 1861 وذلك في زمن مملكة جوسون. النسخة الثانية من الخريطة رسمت في سنة 1864. وصفت الخريطة بأنها «أقدم الخرائط في كوريا». تعتبر دايدونغ يوجيدو خريطة متقدمة بالنسبة لزمن صنعها، وتمثل ذروة التقدم قبل الحديث للخرائط الكورية.

## الوصف

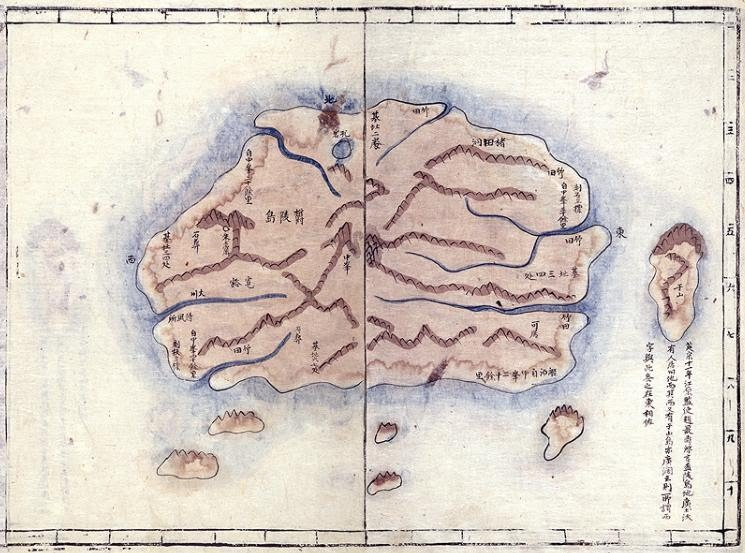
دايدونغ يوجيدو (1861)، تظهر ألنغدو وأسان

تتألف الخريطة من 22 قطعة منفصلة قابلة للطي، تمثل كل قطعة قرابة 47 كيلومتر (من الشمال للجنوب) وقرابة 31.5 كيلومتر (من الشرق للغرب). هذه القطع مجتمعة تمثل خريطة لكوريا، ويبلغ طولها 6.7 متر وعرضها 3.8 متر. مقياس الرسم هو 1 إلى 162000. طبعت الخريطة على 70 لوحاً خشبياً من الزيزفون، وحفرت على الجانبين. وصفت تقنيات صنع الخريطة بأنها هجين بين الأساليب الكورية والغربية.
يشاد بالخريطة لأنها رسمت قمم الجبال والمجاري المائية بشكل دقيق، بالإضافة لطرق التنقل. أيضاً فإن الخريطة توضح أماكن المستطونات بما فيها القرى والمواقع الإدارية والثقافية البارزة والمكاتب الحكومية في الماضي والحاضر والمواقع العسكرية والمخازن العامة، واسطبلات الخيول الحكومية، ومنارات إطلاق النار، والمقابر الملكية.
توجد العديد من النسخ إلى اليوم (مع اختلاف بسيط في النسخ يتمثل في عدد القطع إما 21 أو 22). ترفق الخريطة بمقدمة توضح المنهج، والأسطورة، والإحصاءات الإضافية، وخريطة منفصلة للعاصمة الكورية الجنوبية سول.

## الخلاف حول عملة 100 ألف وون
في 2008، اعتبرت الخريطة كصورة متوقع عرضها على العملات الورقية من فئة 100 ألف وون الجديدة، وهي من المفترض أن تكون أكبر عملة كورية جنوبية. ولكن الخريطة لم تظهر صخور ليانكورت المتنازع عليها دولياً (تعرف باسم جزر دوكدو في كوريا)، وحصل جدل حول ما إذا كان يجب تغيير الصورة لتظهر الجزر المختلف حولها، وهو ما جعلها موضع جدل كبير. في نهاية الأمر ألغيت عملة المئة ألف وون بسبب الجدل الذي تسببت به الخريطة.

## وصلات خارجية
- الخرائط الكورية من القرن التاسع عشر.